# Élection présidentielle roumaine de 2000
L'élection présidentielle roumaine de 2000 s'est tenue les 26 novembre et 10 décembre 2000. L'ancien président Ion Iliescu fait son retour sur la scène politique et gagne la présidentielle avec une écrasante majorité.

## Mode de scrutin
Le Président de la Roumanie est élu au scrutin uninominal majoritaire à deux tours pour un mandat de quatre ans renouvelable une seule fois. Est élu le candidat qui réunit la majorité absolue des suffrages du total des électeurs inscrits sur les listes électorales. A défaut, un second tour est organisé entre les deux candidats arrivés en tête, et celui recueillant le plus de suffrages est déclaré élu,.
Les résultats sont validés par la Cour constitutionnelle. Le président élu prête ensuite serment devant la Chambre des Députés et le Sénat, réunis en séance commune.

## Candidats
| Candidat | Candidat                   | Parti                                             | Idéologie                                     |
| -------- | -------------------------- | ------------------------------------------------- | --------------------------------------------- |
|          | Ion Iliescu                | Parti de la démocratie sociale de Roumanie (PDSR) | Social-démocratie                             |
|          | Corneliu Vadim Tudor       | Parti de la Grande Roumanie (PRM)                 | Nationalisme                                  |
|          | Theodor Stolojan           | Parti national libéral (PNL)                      | Libéral-conservatisme                         |
|          | Mugur Isărescu             | Indépendant                                       | Libéralisme                                   |
|          | György Frunda              | Union démocrate magyare de Roumanie (UDMR)        | Défense des intérêts de la minorité hongroise |
|          | Petre Roman                | Parti démocrate-Front de salut national (PD-FSN)  | Social-démocratie                             |
|          | Teodor Meleșcanu           | Alliance pour la Roumanie (ApR)                   | National-libéralisme                          |
|          | Eduard Manole              | Indépendant                                       |                                               |
|          | Grațiela-Elena Bârlă       | Indépendante                                      |                                               |
|          | Paul-Philippe Hohenzollern | Parti de la réconciliation nationale (PRN)        |                                               |
|          | Ion Sasu                   | Parti socialiste du travail (PSM)                 | Socialisme démocratique                       |
|          | Niculae Cerveni            | Parti libéral-démocrate roumain (PLDR)            |                                               |

## Résultats

Résultats par județ.

Résultats par județ.

| Candidat              | Candidat                   | Parti                 | 1er tour   | 1er tour | 2d tour    | 2d tour |
| Candidat              | Candidat                   | Parti                 | Voix       | %        | Voix       | %       |
| --------------------- | -------------------------- | --------------------- | ---------- | -------- | ---------- | ------- |
|                       | Ion Iliescu                | PDSR                  | 4 076 273  | 36,40    | 6 696 623  | 66,83   |
|                       | Corneliu Vadim Tudor       | PRM                   | 3 178 293  | 28,30    | 3 324 247  | 33,17   |
|                       | Theodor Stolojan           | PNL                   | 1 321 420  | 11,8     |            |         |
|                       | Mugur Isărescu             | Ind.                  | 1 069 463  | 9,5      |            |         |
|                       | György Frunda              | UDMR                  | 696 989    | 6,2      |            |         |
|                       | Petre Roman                | PD-FSN                | 334 852    | 3,0      |            |         |
|                       | Teodor Meleșcanu           | ApR                   | 241 642    | 1,9      |            |         |
|                       | Eduard Gheorghe Manole     | Ind.                  | 133 991    | 1,2      |            |         |
|                       | Grațiela-Elena Bârlă       | Ind.                  | 61 455     | 0,5      |            |         |
|                       | Paul-Philippe Hohenzollern | PRN                   | 55 238     | 0,5      |            |         |
|                       | Ion Sasu                   | PSM                   | 38 375     | 0,3      |            |         |
|                       | Niculae Cerveni            | PLDR                  | 31 983     | 0,3      |            |         |
| Total                 | Total                      | Total                 | 11 212 974 | 100      | 10 020 870 | 100     |
| Blancs et nuls        | Blancs et nuls             | Blancs et nuls        | 346 484    | 2,99     | 163 845    | 1,61    |
| Suffrages exprimés    | Suffrages exprimés         | Suffrages exprimés    | 11 212 974 | 97,01    | 10 020 870 | 98,39   |
| Votants/participation | Votants/participation      | Votants/participation | 11 559 458 | 65,30    | 10 184 715 | 57,51   |
| Abstentions           | Abstentions                | Abstentions           | 6 140 269  | 44,70    | 7 527 042  | 42,49   |
| Inscrits              | Inscrits                   | Inscrits              | 17 699 727 | 100      | 17 711 757 | 100     |